# Tomokazu Sugita
Tomokazu Sugita (杉田 智和?, Sugita Tomokazu; Saitama, 11 ottobre 1980) è un doppiatore giapponese.
Lavora per la Atomic Monkey. È noto per aver doppiato Gintoki Sakata in Gintama, Joseph Joestar in Le bizzarre avventure di JoJo ed Escanor in The Seven Deadly Sins. Ha uno stretto rapporto d'amicizia con i colleghi Ken Narita, Yūichi Nakamura e Toshiyuki Morikawa.
Ha vinto nel terzo anno dei Seiyu Awards il premio di "miglior doppiatore non protagonista".

## Doppiaggio

### Anime
1999
- One Piece (Charlotte Katakuri)

2000
- Ceres, Celestial Legend (Kagami Mikage)
- Inuyasha (Renkotsu)

2001
- Shingu: Secret of the Stellar Wars (Kyouichi Moriguchi)
- X (Subaru Sumeragi)

2002
- Full Metal Panic! (Lian Shaopin)
- Please Teacher! (Masaomi Yamada)
- Chobits (Hideki Motosuwa)
- Dragon Drive (Kyoji Tachibana)

2004
- Samurai Gun (Mitsumune Watou)
- Bleach (Kensei Muguruma, Noba, Goethe)
- Mobile Suit Gundam SEED Destiny (Yolant Kent)

2005
- Aquarion (Sirius da Alisia)
- Basilisk: I segreti mortali dei ninja (Hattori Kyohachiro)
- Shuffle! (Rin Tsuchimi)

2006
- Gintama (Gintoki Sakata)
- La malinconia di Haruhi Suzumiya (Kyon)
- Kanon (Yuichi Aizawa)
- The Wallflower (Takenaga Oda)
- Black Lagoon: The Second Barrage (Rotton il Mago)

2007
- Baccano! (Graham Spector)
- Lucky Star (Clerk Sugita)
- Dragonaut: The Resonance (Howling Star, Eiji Kamishina)

2008
- Sayonara, Zetsubou-Sensei (Ikkyū)
- Macross Frontier (Leon Mishima)
- Corpse Princess (Shuuji Isaki)
- A Certain Magical Index (Aureolus Izzard)
- Switch (Akito Kagura)

2009
- I Cavalieri dello zodiaco - The Lost Canvas (Taurus Rasgado)
- Maria Holic (Tōchirō Kanae)

2010
- Gintama the Movie: A New Translation - Capitolo di Benizakura (Gintoki Sakata)
- Time of Eve (Setoro)
- La scomparsa di Haruhi Suzumiya (Kyon)
- The Legend of the Legendary Heroes (Lucille Eris)
- I signori dei mostri (Zen)
- Beelzebub (OAV) (Hajime Kanzaki)

2011
- Beelzebub (Hajime Kanzaki, Johnny)
- Gintama (Gintoki Sakata)
- Maria Holic Alive (Tōchirō Kanae)
- Majikoi: Oh! Samurai Girls (Jun Inoue)
- Horizon in the Middle of Nowhere (Muneshige Tachibana)
- Persona 4: The Animation (Daisuke Nagase)

2012
- Le bizzarre avventure di JoJo (Joseph Joestar)
- Magi: The Labyrinth of Magic (Drakon)
- Inu × Boku SS (Kagerō Shōkiin)
- Hiiro no karera  (Takuma Onizaki)
- Tsuritama (Akira Agarkar Yamada, Tapioca)
- La storia della Arcana Famiglia (Pace)
- Muv-Luv Alternative: Total Eclipse (Vincent Lowell)
- Good Luck Girl! (Ryuji Gorihana)
- Horizon in the Middle of Nowhere 2 (Muneshige Tachibana)
- From the New World (Rijin)
- Hori-san and Miyamura-kun (Shin Yasuda)
- K (Reisi Munakata)

2013
- L'attacco dei giganti (Marlo Freudenberg)
- Magi: The Kingdom of Magic (Drakon)
- Gintama the Movie: Capitolo finale - Tuttofare per sempre (Gintoki Sakata)
- Aiura (Shusaku Matsuno)
- Gargantia on the Verdurous Planet (Chamber)
- Watashi ga motenai no wa dō kangaetemo omaera ga warui! (Hatsushiba)
- Pokemon: Le origini (Takeshi)
- BlazBlue: Alter Memory (Ragna The Bloodedge)

2014
- The Seven Deadly Sins - Nanatsu no taizai (Escanor)
- World Trigger (Masato Kageura)
- Nobunaga the Fool (Leonardo da Vinci)
- Future Card Buddyfight (Card Burn)
- Nōrin (Kuwanosuke Naganawa, Ohmori)
- Riddle Story of Devil (Kaiba)
- Persona 4: The Golden Animation
- Gargantia on the Verdurous Planet (OAV) (Chamber)
- K: Missing Kings (Reisi Munakata)

2015
- Assassination Classroom (Tadaomi Karasuma)
- Food Wars! - Shokugeki no Soma (Etsuya Eizan)
- Gintama (Gintoki Sakata)
- Attack on Titan: Junior High (Marlo Freudenberg)
- L'attacco dei giganti - parte 2: le ali della libertà (Marlo Freudenberg)
- Charlotte (Ryuya)
- Samurai Warriors (Kiyomasa Kato)
- The Testament of Sister New Devil (Yahiro Takigawa)
- The Testament of Sister New Devil BURST (Yahiro Takigawa)
- La scomparsa di Yuki Nagato (Kyon)
- La scomparsa di Yuki Nagato (OAV) (Kyon)
- Future Card Buddyfight Hundred (Card Burn)
- Gatchaman Crowds Insight (Gelsadra)
- The Asterisk War (Dirk Eberwein)
- K: Return of Kings (Reisi Munakata)
- Mobile Suit Gundam Thunderbolt (Vincent Pike)

2016
- Drifters (Saint-Germi)
- Magi: The Adventure of Sinbad (Drakon)
- Food Wars! The Second Plate (Etsuya Eizan)
- Sono Sakamoto, perché? (Acchan)
- My Hero Academia (Skeptic)
- Danganronpa 3: The End of Hope's Peak Academy (Gundham Tanaka)
- Koro Sensei Quest! (Tadaomi Karasuma)
- Fate/Grand Order: First Order (Leff Lynor)
- Norn9 (Ron Muroboshi)
- Dagashi Kashi (Perry)
- First Love Monster (Ginjiro Sannomiya)
- Grimgar of Fantasy and Ash (Ron)
- Cheer Boys!! (Wataru Mizoguchi)
- Puzzle & Dragons X (Nyudo)
- Alderamin on the Sky (Ison Ho)
- Monster Hunter Stories: Ride On (Reverto)
- Persona 5 the Animation: the Daybreakers (Yusuke Kitagawa)

2017
- Boruto: Naruto Next Generations (Ryuki)
- Kakegurui (Kaede Mayuda)
- Food Wars! The Third Plate (Etsuya Eizan)
- Attack on Titan: Lost Girls (Marlo Freudenberg)
- Fate/Grand Order: Moonlight/Lostroom (Leff Lynor)
- Black Clover (Gueldre Poizot)
- Granblue Fantasy: The Animation (Drang)
- Restaurant to Another World (Heinrich Seeleman)
- Mobile Suit Gundam Thunderbolt: Bandit Flower (Vincent Pike)
- Godzilla - Il pianeta dei mostri (Martin Lazzari)

2018
- The Seven Deadly Sins the Movie: Prisoners of the Sky (Escanor)
- Persona 5: The Animation (Yusuke Kitagawa)
- Wotakoi: Love is Hard for Otaku (Taro Kabakura)
- Cells at Work! - Lavori in corpo (Basofile)
- Goblin Slayer (Lizardman Priest)
- Dragon Ball Super: Broly (Lemo)
- Maquia: When the Promised Flower Blooms (Izor)
- Godzilla: City on the Edge of Battle (Martin Lazzari)
- The Testament of Sister New Devil DEPARTURES (Yahiro Takigawa)
- Pop Team Epic (Pipimi)
- SWORDGAI The Animation (Naoki Miki)
- Space Battleship Tiramisu (Maybach Wilhelm)
- Kakuriyo -Bed & Breakfast for Spirits- (Tannosuke)
- Isekai Izakaya: Koto Aitheria no Izakaya Nobu (Nobu)
- Hi Score Girl (Insegnante, Damnd)
- MECHA-UDE (Alma)

2019
- Demon Slayer - Kimetsu no yaiba (Gyomei Himejima)
- Food Wars! - Shokugeki no Soma (Etsuya Eizan)
- Fate/Grand Order - Absolute Demonic Front: Babylonia (Leff Lynor, Solomon)
- Granblue Fantasy: The Animation 2
- My Roommate Is a Cat (Taro)
- To the Abandoned Sacred Beasts (Centaurus)
- Stand My Heores: Place of Truth (Itsuki Aoyama)

2020
- Food Wars! - Shokugeki no Soma (Etsuya Eizan)
- The God of High School (Manseok Gang)
- Demon Slayer the Movie: Il treno Mugen (Gyomei Himejima)
- Goblin Slayer: Goblin's Crown (Lizardman Priest)
- Sakura Wars: The Animation (Reiji Shiba)
- Bungo and Alchemist -Gears of Judgement- (Ango Sakaguchi)
- Sleepy Princess in the Demon Castle (Bianco)[1]

2021
- Mushoku Tensei: Jobless Reincarnation (Rudeus Greyrat vita precedente)
- Gintama the Movie: The Final (Gintoki Sakata)
- Demon Slayer: Mugen Train Arc (Gyomei Himejima)
- La via del grembiule - Lo yakuza casalingo (Bob)
- Il duca della morte e la domestica oscura (McFarlane)
- Miss Kobayashi's Dragon Maid S (Cremene)
- That Time I Got Reincarnated as a Slime (Adalman)
- Platinum End (Tonma Rodriguez)
- Requiem of the Rose King (Buckingam)
- Restaurant to Another World 2 (Heinrich Seeleman)
- Life Lessons with Uramichi-Oniisan (Tobikichi Usahara)
- Rumble Garanndoll (Balzac Yamada)
- Kaginado (Yuichi Aizawa)

2022
- Bleach: Thousand-Year Blood War Arc (Kensei Muguruma)
- Bastard!! (Abigail)
- Ryman's Club (Kotetsu Gokura)
- Love After World Domination (Comandante Supremo Brosslar)
- Chiikawa (Pochette)

2023
- Trigun Stampede (Chuck Lee)
- Record of Ragnarok (Jack lo squartatore)
- Tokyo Revengers (Taiju Shiba)
- Vita da slime (Adalman)
- Rurouni Kenshin (2023) (Jinne Udo)
- Undead Murder Farce (Aleister Crowley)
- Undead Unluck (Apocalypse)
- Shy (N-Villio)
- Kengan Ashura 2 (Ranjo)
- Helck (The Human King)
- A Galaxy Next Door (Masahiro Morikuni)
- The Marginal Service (Bolts Dexter)

2024
- Kaiju No. 8 (Takamichi Hotaka)
- Dead Dead Demon’s Dededededestruction (Isobeyan)
- Demon Slayer - Kimetsu no yaiba: Hashira Training Arc (Gyomei Himejima)
- Spice and Wolf: Merchant Meets the Wise Wolf (Yarei)
- 2.5 Dimensional Seduction (Ogino)
- Mecha-Ude (Arma)
- Kinnikuman Perfect Origin Arc (Neptuneman)
- Astro Note (Tomohiro Wakabayashi)
- Viral Hit (TOU-KEI)
- Brave Bang Bravern! (Superbia)
- Ranma ½ (serie animata 2024) (Tatewaki Kuno)
- DanDaDan (Taro)

2025
- Sakamoto Days (Taro Sakamoto)[2]
- Guilty Gear -STRIVE-: Dual Rulers (Narratore)
- Class 3-Z Ginpachi-sensei (Ginpachi Sakata, Gintoki Sakata)
- Kowloon Generic Romance (Hajime Kudou)[3]

### Cartoni animati
2024
- Secret Level (Lennox)

### Videogiochi
2000
- Summon Night (Gibson Giral)
- Super Robot Wars Alpha (Brooklyn Luckfield)

2001
- Summon Night 2 (Gibson Giral)

2003
- Super Robot Wars Alpha 2 (Brooklyn Luckfield)
- Summon Night 3 (Varexld)
- Angelique Etoile (Francis)

2004
- Blood Will Tell: Tezuka Osamu's Dororo (Hyakkimaru)

2005
- Super Robot Wars Alpha 3 (Brooklyn Luckfield)
- Little Aid (Hajime Hanamura, Nainagi)

2006
- Hiiro no kakera (Takuma Onizaki)
- Gadget Trial (Mihara)
- Genji: Days of the Blade (Kagekiyo)

2007
- Hiiro no kakera ~Under that Sky~ (Takuma Onizaki)
- Super Robot Wars OG: Original Generations (Brooklyn Luckfield)
- Guilty Gear 2: Overture (L'innominato)
- Tales of Innocence (Albert Grandeioza, Orifiel)
- The Promise of Haruhi Suzumiya (Kyon)

2008
- The Perplexity of Haruhi Suzumiya (Kyon)
- Guilty Gear XX Accent Core Plus (L'innominato, Fan di Millia)
- Star Ocean: Second Evolution (Dias Flac)
- Hiiro no kakera 3 (Takuma Onizaki)
- Persona 4 (Daisuke Nagase)
- Infinite Undiscovery (Sigmund)
- Super Robot Wars Z (Sirius de Alisia)
- BlazBlue: Calamity Trigger (Ragna The Bloodedge, Seguace di Bang B)

2009
- League of Legends (Yasuo)
- BlazBlue: Continnuum Shift (Ragna The Bloodedge)
- Samurai Warriors 3 (Kiyomasa Kato)
- Sacred Blaze (Kidam)
- Dengeki Academy RPG: Cross of Venus (Aureolus Izzard)
- Hiiro no kakera New Tamayori Princess Legend (Toma Onizaki)
- Luminous Arc 3: Eyes (Glen)

2010
- Quiz Magic Academy DS ~Futatsu no Jikū-seki~ (Chaos)
- Super Robot Wars OG Saga: Endless Frontier Exceed (Hamelin Silbato)
- .hack//Link (Flugel)
- Eve the 1st Burst Error (Kojiro Amagi)
- Lufia: Curse of the Sinistrals (Berty)
- Fist of the North Star: Ken's Rage (Shin)
- Metal Gear Solid: Peace Walker (Kazuhira Miller)
- Umineko When They Cry (Ronove)
- Umineko: Golden Fantasia (Ronove)
- Castlevania: Lords of Shadow (Satana)
- Corpse Party: Blood Covered (Yuuya Kizami)

2011
- Tsukumonogatari (Yuichi Tatsuoka)
- Super Robot Wars Z2: Destruction Chapter (Sirius de Alisia)
- The Reminiscence of Haruhi Suzumiya (Kyon)
- The Mahjong of Suzumiya Haruhi-chan (Kyon)
- Hiiro no kakera New Tamayori Princess Legend -Piece of Future- (Toma Onizaki)
- Grand Knights History (Fausel Wald Logres)
- Tales of Xillia (Alvin)
- Final Fantasy Type-0 (King)
- La storia della Arcana Famiglia (Pace)
- Hot Shots Golf: World Invitational (Yamato)
- Warriors Orochi 3 (Kiyomasa Kato)

2012
- Fire Emblem: Awakening (Chrom)
- Super Robot Wars Z2: Rebirth Chapter (Sirius de Alisia)
- Hiiro no Kakera 3: Door to Tomorrow (Takuma Onizaki)
- La storia della Arcana Famiglia -The Ghost Ship Magician- (Pace)
- Rune Factory 4 (Dylas)
- Danganronpa 2: Goodbye Despair (Gundham Tanaka)
- Devil Summoner - Soul Hackers (Raidō Kuzunoha XIV, Raido Kuzunoha XIV, Madam Ginko)
- Majikoi! R (Jun Inoue)
- Sol Trigger (Valter)
- Time and Eternity (Ricardo)
- Tales of Xillia 2 (Alvin)
- BlazBlue: Chrono Phantasma (Ragna The Bloodedge)
- Fist of the North Star: Ken's Rage 2 (Shin)

2013
- JoJo's Bizarre Adventure: All Star Battle (Joseph Joestar)
- Gintama Sugoroku (Gintoki Sakata)
- Shining Ark (Levin)
- Horizon in the Middle of Nowhere Portable (Muneshige Tachibana)
- Summon Night 5 (Ers, Gaudi)
- Muv-Luv Alternative: Total Eclipse (Vincent Lowell)
- Norn9: Var Commons (Ron Muroboshi)
- Xblaze Code: Embryo (Sechs)
- Mind Zero (Kei Takanashi)
- Killer is Dead (David)
- La storia della Arcana Famiglia 2 (Pace)
- Corpse Party: Book of Shadows (Yuuya Kizami)

2014
- Guilty Gear Xrd -SIGN- (L'innominato)
- Granblue Fantasy (Drang, Paris, Gintoki Sakata, Yusuke Kitagawa/Fox, Rowen)
- J-Stars Victory Vs (Gintoki Sakata, Joseph Joestar, Kazuyoshi Usui)
- Samurai Warriors 4 (Kiyomasa Kato)
- Metal Gear Solid V: Ground Zeroes (Kazuhira Miller)
- Silent Scope: Bone Eater (Carlos Hunter)
- Moero Chronicle (Otton)
- Super Smash Bros. per Nintendo 3DS e Wii U (Chrom, Takamaru)
- The Legend of Heroes: Trails of Cold Steel II (Toval Randonneur)
- K: Wonderful School Days (Reisi Munakata)

2015
- JoJo's Bizarre Adventure: Eyes of Heaven (Joseph Joestar)
- Assassination Classroom: Grand Siege on Korosensei (Tadaomi Karasuma)
- Super Robor Wars Z3: Heaven Chapter (Sirius de Alisia, Chamber)
- Norn9: Last Era (Ron Muroboshi)
- Skullgirls 2nd Encore (Big Band)
- Vanwolf Cross (Yuya Kingetsu)
- Fate/Grand Order (Solomon, Goetia)
- Guilty Gear Xrd -REVELATOR- (L'innominato/Asuka R. Kreutz, Gauntlet Body)
- Dragon Quest VIII: L'odissea del re maledetto (versione 3DS) (Ishmahri)
- Reine des Fleurs (Hubert)
- Metal Gear Solid V: The Phantom Pain (Kazuhira Miller)
- Moero Crystal (Otton)
- 7th Dragon III: Code VFD (Sailas, Giocatore Maschio)
- Project X Zone 2 (Axel, Chrom)
- BlazBlue: Central Fiction (Ragna The Bloodedge)
- Bad Apple Wars (Mr. Rabbit)
- Net High (Mr. Elite)
- Tokyo Mirage Sessions ♯FE (Chrom)

2016
- A.O.T.: Wings of Freedom (Marlo Freudenberg)
- Yakuza Kiwami (Shinji Tanaka)
- A.W.: Phoenix Festa (Dirk Eberwien)
- Summon Night 6: Lost Borders (Kaijin Erst)
- Assassination Classroom: Assassin Training Plan (Tadaomi Karasuma)
- Zero Time Dilemma (Carlos)
- Seven Pirates (Otton)
- The Legend of Heroes: Akatsuki no Kiseki (Toval Randonneur)
- Norn9: Act Tune (Ron Muroboshi)
- Monster Hunter Stories (Reverto)
- Samurai Warriors: Spirit of Sanada (Kiyomasa Kato)
- Monster Hunter Stories (Reverto)
- Persona 5 (Yusuke Kitagawa)

2017
- Kingdom Hearts HD 2.8 Final Chapter Prologue (Maestro dei Maestri)
- Danganronpa V3: Killing Harmony (Gundham Tanaka)
- Dissidia Final Fantasy: Opera Omnia (King)
- Fire Emblem Heroes (Chrom, Oliver)
- Dragon Quest Heroes I・II for Nintendo Switch (Galiardo De' Guglielmi)
- Fire Emblem Warriors (Chrom)
- Super Robot Wars V (Lee Fowler)
- Tales of the Rays (Alvin, Gintoki Sakata)
- Side Kicks! (Nora)
- The Legend of Heroes: Trails of Cold Steel III (Michael)
- Castle Panzers (Otton)
- Dragon Quest Rivals (Galiardo De' Guglielmi, Vincent Fashil)
- Our World is Ended (Sekai Owari)
- Mr Love: Queen's Choice (Victor)

2018
- Gintama Rumble (Gintoki Sakata, Cello)
- The Seven Deadly Sins: Knights of Britannia (Escanor)
- A.O.T. 2 (Marlo Freudenberg)
- Super Robot Wars X (Lee Conrad)
- Death end re;Quest (Natsuo Munakata)
- Super Smash Bros. Ultimate (Chrom, Takamaru, Yusuke Kitagawa)
- Persona 5: Dancing in Starlight (Yusuke Kitagawa)
- Persona Q2: New Cinema Labyrinth (Yusuke Kitagawa)
- BlazBlue: Cross Tag Battle (Ragna The Bloodedge)
- Sushi Striker: The Way of Sushido (Jinrai)
- The King of Fighters: All Star (Ryugo, Gintoki Sakata)
- Warriors Orochi 4 (Kiyomasa Kato)
- The Legend of Heroes: Trails of Cold Steel IV (Toval Randonneur)
- Dragalia Lost (Nevin, Chrom)
- Yakuza Online (Shinji Tanaka)
- Alternate Jake Hunter: Daedalus The Awakening of Golden Jazz (Maki)

2019
- Kingdom Hearts III (Maestro dei Maestri)
- Dragon Marked for Death (Shinobi)
- Catherine: Full Body (Yusuke Kitagawa)
- LoveR (Ryusei Doshima)
- Rune Factory 4 Special (Dylas)
- Pokémon Masters EX (Norman)
- Dragon Quest XI S: Echi di un'era perduta - Edizione Definitiva (Vincent Fashil)
- Persona 5: Royal (Yusuke Kitagawa)
- Epic Seven (Basar Hurado)
- Sakura Wars (videogioco 2019) (Reiji Shiba)
- Bustafellows (Sauli)

2020
- Persona 5 Strikers (Yusuke Kitagawa)
- One Piece: Pirate Warriors 4 (Charlotte Katakuri)
- Final Fantasy VII Remake (Andrea Rhodea)
- The Last of Us Parte II (Jesse)
- Olympia Soiree (Kuroba)
- Death end re;Quest 2 (Natsuo Munakata)
- Medarot S: Unlimited Nova (Cross Messiah)
- Trials of Mana (Death Eater)
- Tales of Crestoria (Alvin)
- Indivisible (Naga Rider)
- Genshin Impact (Varka)
- Shin Megami Tensei III: Nocturne HD Remaster (Raidō Kuzunoha XIV)

2021
- BlazBlue Alternative: Dark War (Sechs)
- Nier Re[in]carnation (Yusuke Kitagawa/Fox)
- Famicom Detective Club: The Missing Heir (Amachi)
- Guilty Gear -STRIVE- (L'innominato/Asuka R. Kreutz)
- Monster Hunter Stories 2: Wings of Ruin (Reverto)
- No More Heroes III (Black Night Direction, Paradox Bandit)
- Demon Slayer: Kimetsu no Yaiba - The Hinokami Chronicles (Gyomei Himejima)
- Shin Megami Tensei V (Shohei Yakumo)
- Cookie Run: Kingdom (Fire Spirit Cookie)

2022
- tERRORbane (lo sviluppatore)
- Live A Live (Remake) (Cavernicolo, Hoi il ristoratore, Barista, Hayate, Jackie Iaukea, Tadashi Tadokoro, Captain Square, Ministro, Lucretius)
- Anonymous;Code (Cross Yumikawa)
- Soul Hackers 2 (Madam Ginko)
- JoJo's Bizarre Adventure: All Star Battle R (Joseph Joestar)
- Dragon Quest Treasures (Capitan Fracossa)

2023
- Fire Emblem: Engage (Chrom)
- Octopath Traveler II (Kazan)
- Street Fighter 6 (JP)
- Master Detective Archives: Rain Code (Zilch Alexander)
- CRYMACHINA (Anthropos)
- Star Ocean: The Second Story R (Dias Flac)
- Persona 5 Tactica (Yusuke Kitagawa)
- Dragon Quest Monsters: Il Principe oscuro (Galiardo De' Guglielmi)
- Granblue Fantasy: Versus Rising (Rowen)
- Disney: Twisted-Wonderland (Fellow Honest)

2024
- BlazBlue: Entropy Effect (Ragna The Bloodedge)
- Final Fantasy VII Rebirth (Andrea Rhodea)
- Eiyuden Chronicle: Hundred Heroes (Jorhan Gavulet)
- SAND LAND (Swimmer's Papa)
- Demon Slayer - Kimetsu no yaiba: Sweep the Board! (Gyomei Himejima)
- Shin Megami Tensei V: Vengeance (Shohei Yakumo)
- Concord (Lennox)
- Metaphor: ReFantazio (Cirsium Zorba)
- Romancing SaGa 2: Revenge of the Seven (Bokhohn)

2025
- Rusty Rabbit (Jed)
- Raidou Remastered: The Mystery of the Soulless Army (Raidō Kuzunoha XIV, Raido Kuzunoha XIV)
- Death Stranding 2: On the Beach (Dollman)